# Магомедов, Джамаладдин Гаджиевич
Джамаладдин Гаджиевич Магомедов (азерб. Camaləddin Hacı oğlu Məhəmmədov) — азербайджанский борец вольного стиля российского происхождения, член национальной сборной Азербайджана, чемпион Европы среди юниоров (2009), двукратный бронзовый призёр чемпионатов Европы (2011 и 2013).

## Спортивная карьера
До 2008 года выступал за Россию. С 2009 года выступает за Азербайджан. В 2012 году представлял Азербайджан на Олимпийских играх в Лондоне. Представляет Азербайджан на летней Универсиаде 2013 в Казани. Бронзовый призёр Европейских игр 2015 года в Баку и Европейских игр 2019 года в Минске. Серебряный призёр чемпионата мира 2015. По национальности — аварец.
В феврале 2020 года на чемпионате континента в итальянской столице, в весовой категории до 125 кг Джамаладдин в схватке за бронзовую медаль поборол спортсмена из Армении Левана Берианидзе и завоевал бронзовую медаль европейского первенства.